# Amphiphalera
Amphiphalera är ett släkte av fjärilar. Amphiphalera ingår i familjen tandspinnare.
Kladogram enligt Catalogue of Life:
| Amphiphalera | \| \| Amphiphalera leuconephra \| \| \| \| \| \| Amphiphalera nigripuncta \| \| \| \| |
|              | \| \| Amphiphalera leuconephra \| \| \| \| \| \| Amphiphalera nigripuncta \| \| \| \| |
|              | Amphiphalera leuconephra                                                              |
|              |                                                                                       |
|              | Amphiphalera nigripuncta                                                              |
|              |                                                                                       |